# Stazione di Kintetsu-Nagoya
La stazione di Kintetsu-Nagoya (近鉄名古屋駅?, Kintetsu-Nagoya-eki) è una stazione ferroviaria integrata nella stazione centrale di Nagoya, in Giappone, appartenente alle Ferrovie Kintetsu e situata nel quartiere di Nakamura-ku. La stazione si trova sottoterra, direttamente sotto la stazione della JR Central, e rappresenta il capolinea orientale delle ferrovie Kintetsu.

## Linee
Ferrovie Kintetsu
● Linea Kintetsu Nagoya

## Aspetto
La stazione è costituita da cinque binari di testa sotterranei, ed è direttamente collegata agli scali della JR Central, delle Ferrovie Meitetsu e della linea Aonami.
| Binario | Tipologia treno                    | Apertura porte  | Capacità binari | Guida accesso treni              | Note                                                                  |
| ------- | ---------------------------------- | --------------- | --------------- | -------------------------------- | --------------------------------------------------------------------- |
| 1       | ■ Locali                           | Su un lato      | 4 casse         | blu ○1～3                        |                                                                       |
| 2       | ■ Semiespressi ■ Espressi (alcuni) | Entrambi i lati | 5 casse         | blu ○1～5 blu △1～4              | La capacità del binario 1 è di 4 casse                                |
| 3       | ■ Espressi ■ Semiespressi (alcuni) | Entrambi i lati | 6 casse         | bianco △1～6 blu ○1～6 blu △2～5 |                                                                       |
| 4       | □ Espressi Limitati                | Entrambi i lati | 8 casse         |                                  | Durante l'ora di punta binario usato anche da espressi e semiespressi |
| 5       | □ Espressi limitati                | Da un lato      | 8 casse         |                                  |                                                                       |

## Interscambi con altre linee
La stazione di Kintetsu-Nagoya è direttamente collegata alle stazioni seguenti:

### Stazione JR Central
JR Central presso la stazione di Nagoya
 Tōkaidō Shinkansen
■ Linea Tōkaidō
■ Linea Chūō
■ Linea Kansai
■ Linea Takayama

### Stazione ferrovie Meitetsu
Ferrovie Meitetsu  presso la stazione di Meitetsu Nagoya
■ Linea Nagoya

### Stazione Aonami
Nagoya Rinkai Rapid Transit
■ Linea Aonami

### Metropolitana di Nagoya
Metropolitana di Nagoya  presso la stazione di Nagoya
 Linea Higashiyama
 Linea Sakura-dōri

## Stazioni adiacenti
| «                     | Servizio              | »                     |
| Linea Kintetsu Nagoya | Linea Kintetsu Nagoya | Linea Kintetsu Nagoya |
| --------------------- | --------------------- | --------------------- |
| Capolinea             | Locale                | Komeno                |
| Capolinea             | Semiespresso          | Kintetsu Kanie        |
| Capolinea             | Espresso              | Kintetsu Kanie        |
| Capolinea             | Espresso Limitato     | Kuwana Yokkaichi Tsu  |